# 林利
林利（英語：Lam Lei，1966年8月24日—），舊藝名「林立洋」，2008年以後復用本名。前無綫電視基本合約藝人、兼邵氏兄弟藝員。因應家庭背景及工作際遇，長年穿梭兩岸三地。近年於學警狙擊飾演社團決策人杜亦天，成為代表作，其後參與角色均以黑道大佬為主。他是繼胡渭康後，再次重返TVB的小虎隊成員。

## 背景

### 早年生活
林利生於1966年，祖籍福建漳州，父母為印尼華人。他早年在北京出生，5歲時移居香港。他在美孚新邨長大，有一名胞弟。於13至14歲時已出外工作，在深水埗鴨寮街以賣電子零件賺取收入。他曾就讀聖公會聖紀文小學及昔日位於大角咀嘉善街的德善英文書院，與藝人溫兆倫為同校同學。林利是該後者1984年第9屆的中五畢業生。16歲時，他看到電視機播放關於1982年第一屆新秀歌唱大賽的廣告，於是決定參加比賽。他當時對唱歌沒有濃厚興趣，但自小已聆聽國語民歌，因此喜歡說國語。1984年完成香港中學會考，便升讀中六預科，結果於1985年未能入讀香港中文大學而全身投入演藝圈。

### 演藝發展
1982年，林利參加由無綫電視及華星唱片合辦的第一屆新秀歌唱大賽而入行（同屆參賽者還有梅艷芳及胡渭康）；其後於1983年主力亮相無綫電視《婦女新姿》、《歡樂今宵》一類節目及酒廊如翠麗華餐廳、富麗華餐廳唱歌，又會到新加坡與馬來西亞登台演出。同年獲電視台安排與張兆輝和林俊賢參與「活力先生」選拔，終因覺得不太適合自己的歌手形象而推卻工作。1984年，林利與同屆新秀歌唱大賽的參賽者胡渭康及孫明光組成「香港小虎隊」並推出唱片，憑著無綫電視劇《新紮師兄》主題曲《伴我啟航》及《忍着淚說Goodbye》而紅極一時，未幾赴日本參與東京音樂節。及後發展未如理想而於1985年解散。
在無綫電視拍攝了數年電視劇後，林利於1989年獨自離開香港到台灣發展（期間在香港仍間中有演出，履行與無綫電視之間的合約），並因想重新出發而獲台灣公司改藝名為「林立洋」，寓意飄洋過海。當年他自薦到飛碟唱片推出唱片，也簽約開麗娛樂經紀，當過很多電視劇的主角，曾憑電視劇《青梅竹馬》增加知名度。1996年，隨著台語劇的興起，林利因不懂台語未能參演有關劇集，而且出現偶像劇熱潮，以致星途漸走向下坡，便毅然赴關島當導遊半年（時常去該處旅遊，所以熟悉關島地理）。2000年，回到台灣後為了改變自己，主動出擊（不想等待工作機會來臨），曾嘗試尋找公關、產品直銷、飲食業等工作，最後獲一名日籍老闆聘請在中孝東路一間餐廳當侍應生以累積經驗，期間被傳媒當成趣聞大肆報導。做了半年的侍應生，林利再獲連鎖健身室「亞歷山大健康休閒俱樂部」賞識邀請跳槽，數年間由接待員升職至發展部經理和獲公司資助修讀兩年制高級管理人員工商管理碩士課程，同時主動聯絡製作公司客串參演劇集。後更被挖角到歐萊雅任市場部崗位，不久轉到英國全職擔任美髮產品公司「TONI & GUY」的公關經理。
2008年，林利從英國回到香港中環公幹時遇上電視劇監製黃偉聲，對方覺得他穿西裝的形象適合出演《學警狙擊》中「杜亦天」一角，遂提出邀約。林利決定重返無綫電視，至2012年離開，轉投香港電視。2017年11月中二度重返無綫電視，同期被樂易玲邀請簽約邵氏兄弟，2019年11月約滿離開。現時既會參演少量影視作品演出，又會與妻子經營網上生意。減產原因出於要讓身體有足夠休息。

### 個人生活
2004年，林利基於生活上出現分歧而與模特兒妻子范靜蕙離婚，其後曾有一名營商的女友Serena拍拖6年及經營健康產品生意，惟二人無法開花結果。林利於2017年患上第三期直腸癌。
2019年於53歲生日前決定與台灣女友兼網店「巴黎愛琳」商人陳貞均（Erin）結婚。2020年，陳貞均在社交平台上載數張手機對話截圖，內容為林利與台灣演員陳柏渝的訊息對話，Erin於帖文中大鬧陳柏渝：「陳柏渝女士：我希望你不要再沒事再傳私訊我老公，他已經因為你，跟我翻臉，我覺得莫名其妙，因為你生活如何無所謂，沒必要影響我和我老公吧！你們都認為沒事，但我就是覺得很有事！非常有事！非常⋯⋯要這樣嗎？傳這些訊息，都是必要的嗎？我從不看他手機，偏偏就是看到你，虧我還和你是FB朋友！這麼愛聊，不能換個人嗎？非要找結過婚的嗎？」，Erin解釋自己對二人的對話非常在意，醋意大發。其後林利亦有回覆其妻子帖文：「成功男人的背後有個女人，我選擇了妳，不要再玩這個遊戲了，我早就很累...還有七天就出關了，加油！」，網民對於Erin隔空開火一事熱烈討論。
2021年7月，林利公開透露岳母患有精神病，導致經常恐嚇陳貞均。

## 演出作品
*以下列表只記錄林利演出過的影視作品，若有遺漏，請協助補充相關資料。

### 電視劇（無綫電視）
| 首播   | 名稱           | 角色              | 備註        |
| 1982年 | 愛情安歌       |                   |             |
| 1987年 | 大城小子       | 馬榮              |             |
| 1987年 | 正印冤家       | 譚子沖            |             |
| 1988年 | 奉旨成親       | 齊仁              |             |
| 1988年 | 都市方程式     | 宋啟宏            |             |
| 1989年 | 天涯歌女       | 趙青              |             |
| 1990年 | 愛情三角錯     | 羅得偉            |             |
| 1990年 | 我本善良       | 石家豪            |             |
| 1991年 | 黃土恩情       | 陳華生            |             |
| 1991年 | 打工貴族       | 馬漢釗            |             |
| 1991年 | 月兒彎彎照九州 | 曾牛              |             |
| 2009年 | 學警狙擊       | 杜亦天            |             |
| 2010年 | 情人眼裏高一D  | 《超Cup巨星》評判 | 第6集、客串 |
| 2010年 | 女王辦公室     | 趙展鵬            |             |
| 2019年 | 鐵探           | 大威              |             |
| 2020年 | 殺手           | 柯正雄／丁一虎    |             |

### 電視劇（香港電視）
| 首播   | 名稱           | 角色   | 備註               |
| 2014年 | 警界線         | 黃志堅 | 第1、2及17集、客串 |
| 2014年 | 來生不做香港人 | 譚俊輝 |                    |
| 2015年 | 歲月樓情       | 黃有輝 |                    |
| 2015年 | 開腦儆探       | 方家維 | 第1-3集            |

### 電視劇（其他）
| 首播   | 名稱                     | 角色             | 備註           |
| 1990年 | 莫道無情                 | 馮偉倫           | 中視           |
| 1990年 | 讓我再愛一次             | 何惟剛           | 中視           |
| 1991年 | 兩個月亮                 | 王思             | 中視           |
| 1992年 | 高處不勝寒               |                  | 馬來西亞HVD    |
| 1993年 | 致勝鮮師                 | 何家俊           | 超視           |
| 1994年 | 新月格格                 | 順治帝           | 客串、台視     |
| 1994年 | 煙鎖重樓                 | 卓秋陽           | 台視           |
| 1994年 | 青梅竹馬                 | 衛台生           | 中視           |
| 1995年 | 天師鍾馗之毒夫計         | 西門慶           | 中視           |
| 1995年 | 兒子三個半               | 周大任           | 華視           |
| 1996年 | 紅塵                     |                  | 中視           |
| 1996年 | 台灣靈異事件之惡狼惡郎   | 奇哥             | 華視           |
| 1997年 | 四千金                   | 阮明遠           | 台視           |
| 1997年 | 四千金2之情比姊妹深      | 汪立洋           | 台視           |
| 1998年 | 舉頭三尺有神明之借人還魂 | 周生才／胡朝陽   | 民視           |
| 1998年 | 深情－孤女的願望         | 周永富           | 民視           |
| 1998年 | 天使夜未眠               | 紀柏翠           | 華視           |
| 1998年 | 新星星知我心             |                  | 中視           |
| 1998年 | 土地公傳奇之福星高照     | 余承宗（阮繼祖） | 華視           |
| 1999年 | 小李飛刀                 | 龍嘯雲           | 華視           |
| 2000年 | 鴛鴦蝴蝶夢               | 柳風骨           |                |
| 2000年 | 亂世桃花                 | 宇文化及         |                |
| 2003年 | 第8號當舖                | 莊文彬           | 衛視中文台     |
| 2003年 | 荒城火山                 |                  | 公視           |
| 2003年 | 老婆大人                 | 李查             | 東森           |
| 2004年 | 我的秘密花園II           |                  | 客串、中視     |
| 2004年 | 男丁格尔                 |                  | 客串、中視     |
| 2004年 | 婆媳過招千百回           |                  | 東森           |
| 2004年 | 極速傳說                 | 高承華           | 客串、中視     |
| 2004年 | 戰神                     | 名賽車手         | 客串、華視     |
| 2005年 | 青春達陣                 |                  | 華視           |
| 2005年 | 長白英雄傳               | 殷展鵬           |                |
| 2005年 | 偵探物語                 |                  | 公視           |
| 2005年 | 好美麗診所               |                  | 東森綜合台     |
| 2006年 | 愛情機器                 | 楊陽             | 東森           |
| 2006年 | 愛上小男人               | 任競夫           | 華視           |
| 2006年 | 白色巨塔                 | 鄧念瑋           | 中視           |
| 2006年 | 愛情魔髮師               | 琛哥             | 客串、台視     |
| 2006年 | 愛殺17                   | 林鴻耀           | 客串、中視     |
| 2006年 | 麻辣一家親               | 莫明             | 東森           |
| 2006年 | 天堂來的孩子             | 趙主編           | 客串、華視     |
| 2006年 | 假面天使                 | 柳松雄           | 華視           |
| 2012年 | 給愛麗絲的奇蹟           | 唐晉滄           | 八大綜合台     |
| 2014年 | 鋼鐵之心                 | Herman           | 中視           |
| 2016年 | 檸檬初上                 | 鄭父             | 客串、江蘇衛視 |
| 2016年 | 親愛的，公主病           | 德叔‬             | 搜狐           |
| 2017年 | 漂洋過海來看你           | 安和‬             | 客串、浙江衛視 |

### 電視劇（香港電台）
- 2009年：海關故事 飾 海關督察 陳永堅（第7集）
- 2010年：火速救兵 飾 消防訓練學校教官 李家洛（第1集）
- 2011年：廉政行動2011 黑白線 飾 陳義江
- 2011年：非常平等任務
- 2015年：賭海迷徒 飾 Steve莊
- 2017年：忘憂理髮店之一百萬的故事／金鉸剪 飾 阿Dee

### 電視電影（無綫電視）
- 1990年：鐵窗雄淚
- 1995年：瑪莉的抉擇 飾 Peter

### 電影
- 1985年：瘋狂遊戲 飾 拿利
- 1985年：青春節拍 飾 記者
- 1986年：你情我願 飾 阿祖
- 1990年：不文小丈夫 飾 寅資初
- 1992年：不文教父帶你嫖韓日
- 1998年：真情狂愛 飾 黑仔
- 1998年：風中傳說之正義使者 飾 大方
- 2004年：惡月 飾 李先林
- 2008年：2分20秒 飾 謝浩祥
- 2008年：風中傳奇
- 2009年：片刻暖和（短片）
- 2011年：不知者 飾 馮警官（短片）
- 2011年：報應 飾 亞鵬
- 2012年：紮職 飾 火爆明
- 2018年：小胖流浪記

### 節目主持
- 1989年：寰宇風情（法國特輯）
- 1999年：食全食美
- 2015年：食的秘密 情迷雲吞麵

## 音樂作品

### 個人專輯
| 專輯名稱 | 語言   | 推出日期  | 發行唱片公司 | 曲目 |
| -------- | ------ | --------- | ------------ | --- |
| 當我懂得 | 國語   | 1991年5月 | 飛碟唱片     | 曲目 1. 當我懂得 2. 思念是最痛的歌 3. 像我這樣的男子 4. 守候明天 5. 傷心舞曲 6. 我對愛情沒有把握 7. 只有夢才知道我寂寞 8. 我的心是 9. 我想一個人站在人群外 10. 我對愛情沒有把握（舞曲版） |
| 負心     | 國語   | 1992年5月 | 飛碟唱片     | 曲目 1. 負心 2. 遊子吟 3. 熱咖啡涼的心就是愛情 4. 自己愛自己 5. 夢裡夢外的你 6. 怕浪費你的愛 7. Waiting In The Rain 8. 我不是你想像的那種男人 9. 我只是怕犯錯 10. 負心（演奏曲）          |
| 重溫舊夢 | 國語   | 1994年    | 波麗佳音     | 曲目 1. 愛怎能就此離開 2. 重溫舊夢 3. 情 4. 一個人獨處 5. 謝謝妳給我全新的生命 6. 最怕情深緣淺 7. 其實誰都沒有錯 8. 與妳共舞 9. 相愛的錯 10. 不要讓別人知道你哭                           |
| 愛自由   | 國語   | 1994年    | 波麗佳音     | 曲目 1. 我在這裡你在那裡 2. 愛太深忘了痛 3. 念念不忘 4. 再也不讓你流一滴淚 5. 今夜讓我們忘了曾經愛過 6. 傷口 7. 為自己幫個忙 8. 用完我的深情 9. 享受單身 10. 等你到永遠                   |
| 從今以後 | 粵國語 | 2011年9月 | 環星音樂     | 曲目 1. 從今以後（粵語） 2. 放下（粵語） 3. 識愛（女聲：葉童）（國語） 4. 愛到未來（女聲：周海媚）（國語） 5. 天老地老（女聲：康華）（國語）                                              |

### 單曲
- 1982年：問你（收錄於合輯唱片《心債》）
- 1982年：伴星行（收錄於合輯唱片《心債》）
- 1992年：不該愛的人是你（與李之勤合唱，收錄於李之勤專輯《想你的夜》）
- 2010年：忘記不忘記（與雷安娜合唱，收錄於雷安娜專輯《全新錄音新曲+精選》）
- 2010年：愉快笑一笑

### 合輯
- 1999年：《我想有個家》賑災義賣EP

## 廣告代言
- ？年：開喜烏龍茶
- 1985年：瘋狂遊戲 電影廣告雜誌
- 2009年：DR醫學美容集團
- 2021年：維特健靈 盈活靈芝

## 書籍
- 徐文玲. . 紅柿子. 2003-01-27 [2003年]. ISBN 957-280-322-0.

## 獎項紀錄

### 音樂類
| 年份   | 頒獎典禮    | 獎項       | 作品     | 結果 |
| ------ | ----------- | ---------- | -------- | ---- |
| 1991年 | 第3屆金曲獎 | 最佳新人獎 | 當我懂得 | 提名 |

## 注解
1. 1 2 3 4 5 6 7 8 9  關於林利出生與成長地、家庭背景、早年生活、中學母校與同學以及入行經過的資料出自香港電台第二台廣播節目《守下留情》於2016年12月5日播出的訪問「林利哥哥訪問第一集」。
2. 1 2  關於林利1983年動向的資料出自香港電台第二台廣播節目《守下留情》於2016年12月6日播出的訪問「林利哥哥訪問第二集」。
3. 1 2 3 4 5 6 7  關於林利改藝名原因及含意和赴台發展經過的資料出自香港電台第二台廣播節目《守下留情》於2016年12月7日播出的訪問「林利哥哥訪問第三集」。
4. 1 2 3 4 5 6 7 8 9 10  關於林利1996年轉職導遊原因和2000年回到台灣發展經過的資料出自香港電台第二台廣播節目《守下留情》於2016年12月8日播出的訪問「林利哥哥訪問第四集」。
5. 1 2 3 4 5  關於林利2008年重投演藝圈前後經過和減產原因的資料出自香港電台第二台廣播節目《守下留情》於2016年12月9日播出的訪問「林利哥哥訪問第五集」。

## 外部連結
- 林利的Facebook專頁
- 林利的新浪微博
- 林利在香港影庫上的簡介
- 托餐盤托出踏實人生　林利憶小虎攻日驚到瀨尿（蘋果日報 - 2008年6月21日）
- 香港電影資料館 - 林利
- 林立洋 - 星檔案（页面存档备份，存于）